# Crotalaria aculeata
Crotalaria aculeata är en ärtväxtart som beskrevs av De Wild.. Crotalaria aculeata ingår i släktet sunnhampor, och familjen ärtväxter.

## Underarter
Arten delas in i följande underarter:
- C. a. aculeata
- C. a. claessensii